# میلفای (اوکلاهما)
میلفای (به انگلیسی: Milfay) یک منطقهٔ مسکونی در ایالات متحده آمریکا است که در شهرستان کریک، اکلاهما واقع شده‌است.